# Marina van Dijk
Marina van Dijk (Amersfoort, 19 mei 1986) is een Nederlandse duatlete en wielrenster. In 2010 begon ze met hardlopen en nadat ze een fiets kocht in 2012 richtte ze zich vanaf 2014 op de duathlon. In 2015, 2018 en 2019 werd ze Nederlands kampioen duatlon op de lange afstand. Een verrassende bronzen medaille haalde ze, na twee jaar blessureleed, tijdens haar comeback op het EK duathlon in Veije (Denemarken) in 2018.

## Persoonlijke records
Atletiek
| Onderdeel | Prestatie | Datum           | Plaats                    |
| --------- | --------- | --------------- | ------------------------- |
| 5000 M    | 17.54,70  | 13 juni 2015    | Baancompetitie Amersfoort |
| 10 KM     | 36.06     | 19 januari 2019 | Zwolse Bosloop            |

## Palmares

### Wielrennen
- Vélomédiane Claudy Criquiélion, België september 2019
- La MéribeLoze, Frankrijk augustus 2019
- La Vaujany, Frankrijk juli 2019
- Prix de Rouses, Frankrijk juli 2019
- Grimpee Alpe d'Huez ,  Frankrijk juli 2019
- 4de Les 3 Ballons granfondo, Frankrijk 2019

- Monstertijdrit 138KM, Zeewolde september 2018
- Gele trui Riderman (3-daagse) september 2018
- Koers derde etappe Riderman (3-daagse) september 2018
- Koers tweede etappe Riderman (3-daagse) september 2018
- Tijdrit Chasing Cancelarra, eerste etappe Riderman (3-daagse) september 2018
- 4de UCI Gran Fondo World Championships, Varese Italië augustus 2018
- 5de TimeTrial UCI Gran Fondo World Championships, Varese Italië  augustus 2018
- Trophee l'Oisans, Frankrijk juli 2018
- 5de La Marmotte, Frankrijk juli 2018
- Grimpee Alpe d'Huez , Frankrijk juli 2018
- Prix de Rouses, Frankrijk juli 2018
- La Vaujany,  Frankrijk juli 2018
- 4e 3 Ballons granfondo, juni 2018
- 5e Saint Tropez Gran Fondo, Frankrijk april 2018
- 4e Tijdrit Almere 42KM, maart 2018
- 3de etappe Riderman, oktober 2017
- 2de etappe Riderman, oktober 2017
- 4e 1ste etappe (TT) Riderman, oktober 2017
- 4e Charly Gaul, september 2017
- 8e (06:09.56) VSEN Dolomieten Marathon, juli 2017
- 7e Les 3 Ballons granfondo, juni 2017
- 4e  Charly Gaul, september 2014
- 10e (06:27.57) VSEN Dolomieten Marathon, juli 2014

### Duatlon
- NK duathlon Lange afstand (10-60-10), Almere, mei 2019
- 6e EK duathlon lange afstand (10-60-10), Viborg Denemarken, mei 2019
- NK duathlon klassieke afstand, Spijkenisse, oktober 2018
- Duathlon Sprint, Nijmegen, juni 2018
- NK duathlon Lange afstand (10-60-10), Almere ,mei 2018
- EK duathlon lange afstand (10-60-10), Veije Denemarken, mei 2018
- Duathlon Geluwe België (10-40-5), maart 2018
- Duathlon Sprint, Groningen, september 2017
- nationaal Duathlon circuit 2015
- NK duathlon klassieke afstand, Assen, oktober 2015
- Duathlon Sprint, Groningen, september 2015
- 4e Duathlon Sprint, Borne, augustus 2015
- Duathlon Sprint, Utrecht, juli 2015
- Duathlon Sprint, Amsterdam, juni 2015
- Powerman World series Long distance Luxembourg Hosingen, mei 2015
- Duathlon Klassiek Ter Idzard, april 2015
- NK duathlon Lange afstand (Powerman), Horst, april 2015
- 10de EK duathlon Lange afstand (Powerman), Horst, april 2015
- Duathlon Sprint, Hoorn, Maart 2015
- Duathlon Sprint, Hilversum, Maart 2015
- NK duathlon klassieke afstand, Assen, oktober 2014
- 10e EK duathlon sprint VSEN, Horst aan de Maas, april 2014